# Гшніц
Гшніц (нім. Gschnitz) —  громада округу Інсбрук-Ланд у землі Тіроль, Австрія.
Гшніц лежить на висоті  1242 м над рівнем моря і займає площу  59,1 км². Громада налічує 427 мешканців. 
Густота населення 7/км².  
|                                |
| Гшніц на мапі округу та землі. |

 Адреса управління громади: Hnr. 101, 6150 Gschnitz. 

## Демографія
Історична динаміка населення міста за даними сайту Statistik Austria

## Галерея

360° Panorama in der Mitte des Gschnitztales
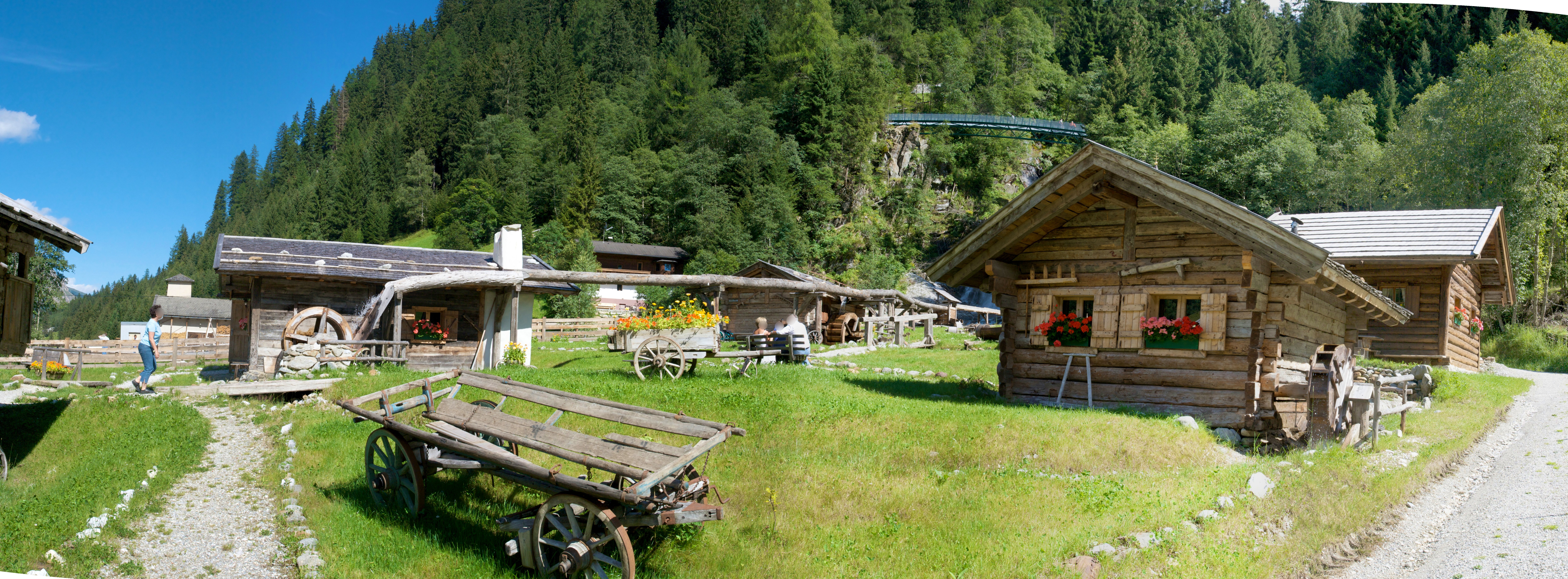
Mühlendorf bei Gschnitz
Gschnitztal bei Gasthaus Feuerstein Panorama nach Süden.
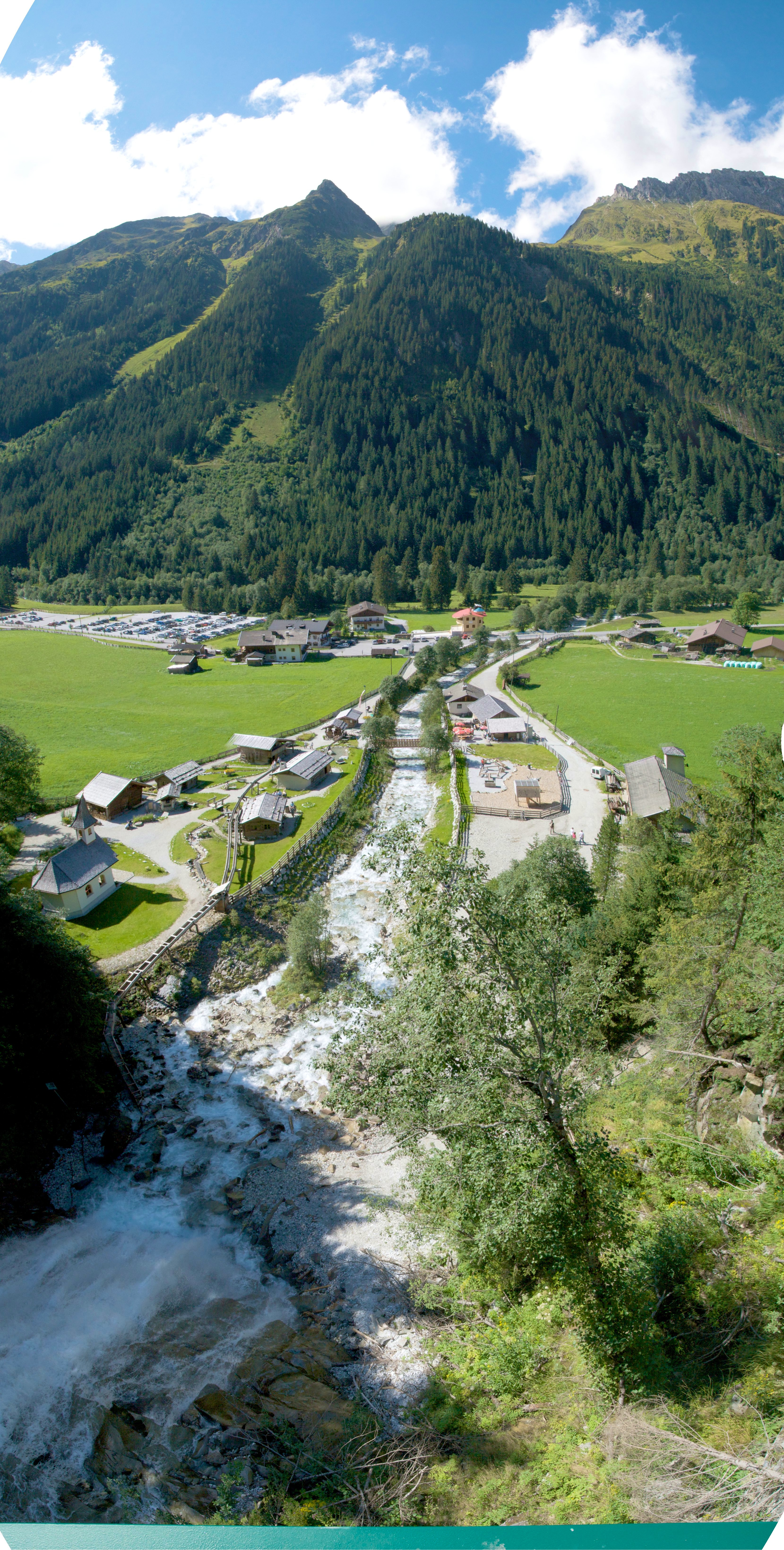
Mühlendorf am Ende vom Gschnitztal von oben
Gschnitztal bei GH Feuerstein Panorama nach Norden

## Виноски
1. ↑  Dauersiedlungsraum der Gemeinden Politischen Bezirke und Bundesländer - Gebietsstand 1.1.2018 — Статистичне управління Австрії.
2. ↑  https://www.statistik.at/blickgem/blick1/g70317.pdf
3. ↑  Архівована копія. Архів оригіналу за 1 березня 2021. Процитовано 13 червня 2022.{{cite web}}:  Обслуговування CS1: Сторінки з текстом «archived copy» як значення параметру title (посилання)
4. ↑  Gemeindedaten von Gschnitz. Архів оригіналу за 15 червня 2012. Процитовано 17 липня 2013.

| Австрія | Це незавершена стаття з географії Австрії. Ви можете допомогти проєкту, виправивши або дописавши її. |